# الیزابت گیلبرت
الیزابت گیلبرت (انگلیسی: Elizabeth Gilbert؛ ۱۸ ژوئیهٔ ۱۹۶۹)نویسنده، مقاله‌نویس، نویسنده داستان کوتاه، زندگی‌نامه نویس، رمان‌نویس و خاطره‌نویس اهل ایالات متحده آمریکا است. او به خاطر نوشتن کتاب خاطراتش، بخور، عبادت کن، عشق بورز شناخته شده‌است که از دسامبر ۲۰۱۰ به مدت ۱۹۹ هفته در فهرست کتب پرفروش نیو یورک تایمز قرار داشت، و براساس آن فیلمی با همان نام در سال ۲۰۱۰ ساخته شد.